# Амзин, Константин Михайлович
Константи́н Миха́йлович А́мзин (1924 — 22 января 1945) — участник Великой Отечественной войны, командир пулемётного расчёта 386-го гвардейского самоходного артиллерийского полка 9-го гвардейского танкового корпуса 2-й гвардейской танковой армии 1-го Белорусского фронта. Герой Советского Союза (27.02.1945; посмертно), гвардии сержант.

## Биография
Родился в 1924 году в деревне Первая Иноковка Тамбовской губернии (ныне Кирсановский район, Тамбовская область) в крестьянской семье. По национальности русский.
Призван в ряды Красной Армии в 1942 году.
С сентября 1943 года на фронтах Великой Отечественной войны. Воевал в составе 386-го гвардейского самоходного артиллерийского полка 9-го гвардейского танкового корпуса 2-й гвардейской танковой армии 1-го Белорусского фронта. Гвардии сержант Константин Амзин особо отличился 21 января 1945 года в боях за город Торунь (ныне Польша), когда под ожесточённым вражеским огнём проделал проход в минном поле, обеспечив безопасное прохождение его батареи и успешное выполнение боевой задачи. Во время боя дважды получил ранение, но не покинул поле боя и продолжал вести огонь, уничтожив большое количество живой силы противника. Погиб в бою 22 января 1945 года.
Указом Президиума Верховного Совета СССР от 27 февраля 1945 года
за образцовое выполнение боевых заданий Командования на фронте борьбы с немецкими захватчиками и проявленные при этом отвагу и геройство

гвардии сержанту Амзину Константину Михайловичу посмертно присвоено звание Героя Советского Союза.

## Награды
- Медаль «Золотая Звезда» Героя Советского Союза
- Орден Ленина

## Память
- Похоронен в городе Торунь (Польша).